# 욘 펠트만
욘 피츠헤랄트 펠트만(네덜란드어: John Fitzgerald Veldman, 1968년 2월 24일, 파라마리보 ~)은 네덜란드의 전직 축구 선수로, 현역 시절 포지션은 수비수이다. 펠트만은 현역 시절 전부를 에레디비시에서 보냈는데, 1986년부터 2001년까지 297번의 경기에 출전했다. 그는 PSV에서 프로 무대에 입문하여 이후 빌럼 II, 스파르타 로테르담, 아약스, 피테서, 그리고 RBC에서 활약했다. 스파르타 시절, 그는 여러 수비 보직을 맡아 1996년에 소속 구단의 KNVB 베커르 우승에 일조했다.
펠트만은 네덜란드 국가대표팀 경기에 1번 출전했는데, 이 경기는 독일에 0-1로 패한 1996년 4월 24일 경기였다. 그는 유로 1996에서 네덜란드 최종 명단에 이름을 올렸지만 1경기도 출전하지 못했다.
그의 형 엘프리트 펠트만은 수리남 항공 764편 사고로 명을 달리했다.